# Gianluca Zambrotta
Gianluca Zambrotta (født 19. februar 1977 i Como, Lombardiet) er en italiensk tidligere fodboldspiller.
Zambrotta begyndte karrieren i 1994 i Serie B-klubben Como Calcio. To år senere fik han kontrakt med Bari i Serie A. I 1999 blev han købt af Juventus for omkring 16 millioner euro. Med Juventus har Zambrotta vundet det italienske ligamesterskab tre gange og den italienske supercup to gange. Han var også med i finalen i Champions League i 2003, da de tabte til Milan efter straffesparkskonkurrence. 21. juli 2006 forlod Zambrotta Juventus og skrev kontrakt med FC Barcelona. 31. maj 2008 skrev Zambrotta under på en treårig aftale med AC Milan. Milan betalte 9 millioner euro.
I 1999 blev Zambrotta udtaget til landsholdstroppen af træneren Dino Zoff. Han debuterede i en målløs træningskamp mod Norge den 10. februar 1999. Under EM 2000 startet han inde for Italien i semifinalen mod Holland, men allerede efter en halv times spil blev han udvist. Zambrotta har også spillet for landsholdet under fire slutrunder (VM i '02 og '06 samt EM i '04 og '08.